# Robin Sochan
Robin Sochan (* 8. Juni 1977 in Mission, British Columbia) ist ein ehemaliger kanadischer Eishockeyspieler, der in Deutschland vor allem in der Eishockey-Oberliga für die Saale Bulls Halle, Black Dragons Erfurt, Dresdner Eislöwen und Bayreuth Tigers aktiv war.

## Karriere
Robin Sochan erlernte das Eishockeyspiel in seiner Heimat bei den Cowichan Valley Capitals in der British Columbia Hockey League. Von 1998 bis 2002 spielte er für die Acadia Axemmen, einer Collegemannschaft der Acadia University, im Spielbetrieb der Canadian Interuniversity Athletics Union, der späteren Canadian Interuniversity Sport. Dort konnte er schnell seine Fähigkeiten verbessern, so dass er in der Saison 2001/02 in das All-Star Team der Liga gewählt wurde.
Seine ersten internationalen Erfahrungen sammelte er 2001 bei der Universiade der FISU in Zakopane, Polen. Er wurde ausgewählt, Kanada bei diesem Eishockeyturnier zu vertreten. Dabei erwarb sich Robin die Anerkennung für sein effizientes Two-Way Spiel.
Nach dem College-Abschluss wagte er den Schritt über den Atlantik und wechselte zur Saison 2002/03 zu den Bayreuth Tigers in die Oberliga. Als nach der Saison 2003/04 ein Angebot der Dresdner Eislöwen auf dem Tisch lag, entschied er sich, weiter professionell Eishockey in Deutschland zu spielen.
Bei den Eislöwen avancierte er schon in seiner ersten Saison zu einer wichtigen Stütze des Teams, sowohl im Defensiv-, als auch im Offensivspiel. Seine schnellen Antritte aus dem eigenen Drittel bis vor das gegnerische Tor haben ihn unter den Fans des ESC berühmt gemacht. Außerdem zeichnet er sich bei sehr gutem Verteidigungsverhalten durch eine sehr faire Spielweise aus, so dass er wenig Strafzeiten absitzen muss.
Im zweiten Jahr in Dresden konnte er seine Leistung weiter verbessern und wurde der punktbeste Verteidiger des ESC mit insgesamt 11 Toren und 37 Assists. Damit belegte er einen Top-Ten-Platz der punktbesten Verteidiger der 2. Bundesliga. In der folgenden Saison war er mit zehn Toren und 29 Assists wieder punktbester Verteidiger der Eislöwen, wechselte aber nach deren Abstieg in die Oberliga zu den Moskitos Essen.
Danach folgte ein Jahr bei den Schwenninger Wild Wings, bevor er für die Saison 2009/10 einen Vertrag bei den Lausitzer Füchsen unterschrieb. Ab Juli 2010 stand er wieder bei den Dresdner Eislöwen unter Vertrag. Zur Saison 2011/12 wurde der Kanadier vom niederländischen Verein HYS The Hague aus der Eredivisie verpflichtet, mit dem er den Niederländischen Eishockeypokal und den North Sea Cup gewann. Von 2012 bis 2015 spielte Sochan in Deutschland für die Saale Bulls Halle in der Oberliga-Ost und gehörte dort stets zu den punktbesten Verteidigern der Ost-Staffel. Anschließend wechselte er zu den Black Dragons Erfurt, wo er bis 2019 zu den besten Offensivverteidigern der Oberliga gehörte. Anschließend beendete er im Alter von 42 Jahren seine Karriere.

## Erfolge und Auszeichnungen
- 1997 Royal Bank Cup Top Defencemen Award
- 2002 CIS First All-Star-Team
- 2005 Aufstieg in die 2. Bundesliga mit den Dresdner Eislöwen
- 2012 Gewinn des Niederländischen Eishockeypokals mit HYS The Hague
- 2012 Gewinn des North Sea Cup mit HYS The Hague
- 2013 Verteidiger des Jahres in der Oberliga Ost

## Karrierestatistik
(Legende zur Spielerstatistik: Sp oder GP = absolvierte Spiele; T oder G = erzielte Tore; V oder A = erzielte Assists; Pkt oder Pts = erzielte Scorerpunkte; SM oder PIM = erhaltene Strafminuten; +/− = Plus/Minus-Bilanz; PP = erzielte Überzahltore; SH = erzielte Unterzahltore; GW = erzielte Siegtore; 1 Play-downs/Relegation; Kursiv: Statistik nicht vollständig)